# Roquetoire
 Roquetoire  es una población y comuna francesa, situada en la región de Norte-Paso de Calais, departamento de Paso de Calais, en el distrito de Saint-Omer y cantón de Aire-sur-la-Lys.

## Demografía
| 1089 | 1078 | 1148 | 1351 | 1571 | 1621 |
| Para los censos de 1962 a 1999 la población legal corresponde a la población sin duplicidades (Fuente: INSEE [Consultar]) |      |      |      |      |      |